# Ófeigsfjörður
Ófeigsfjörður är en fjord i republiken Island.   Den ligger i regionen Västfjordarna, i den nordvästra delen av landet, 220 km norr om huvudstaden Reykjavík. Fjorden, som mest liknar en bukt, är cirka 2,5 km bred men sträcker sig som mest bara 2 km inåt land. Två älvar har sina utlopp i fjorden, Húsá och Hvalá, varav den senare är den största älven i Västfjordarna.
Ófeigsfjörður ligger mellan Eyvindarfjörður i norr och Ingólfsfjörður i söder. Enligt Landnámabók har fjordarna fått namn efter tre bröder som på 800-talet flydde från Norge sedan Harald hårfager hade låtit mörda deras far. Landnáma skriver om detta:
″Herröðr hvítaský var en förnäm man. Han dräptes på kung Haralds befallning. Då for hans tre söner till Island och tog land på Strandir: Eyvind tog Eyvindarfjörður, Ófeig tog Ófeigsfjörður och Ingólf Ingólfsfjörður. Där byggde de sedan sina gårdar.″
Trakten har alltid varit glesbefolkad. Näringsfång har varit fiske, säljakt och insamling av dun. I modern tid har turism tillkommit.
En av de mest ryktbara gestalter som kommit från denna trakt var Jón lærði Guðmundsson, som enligt egen uppgift föddes i Ófeigsfjörður 1574.